# Dietenheim

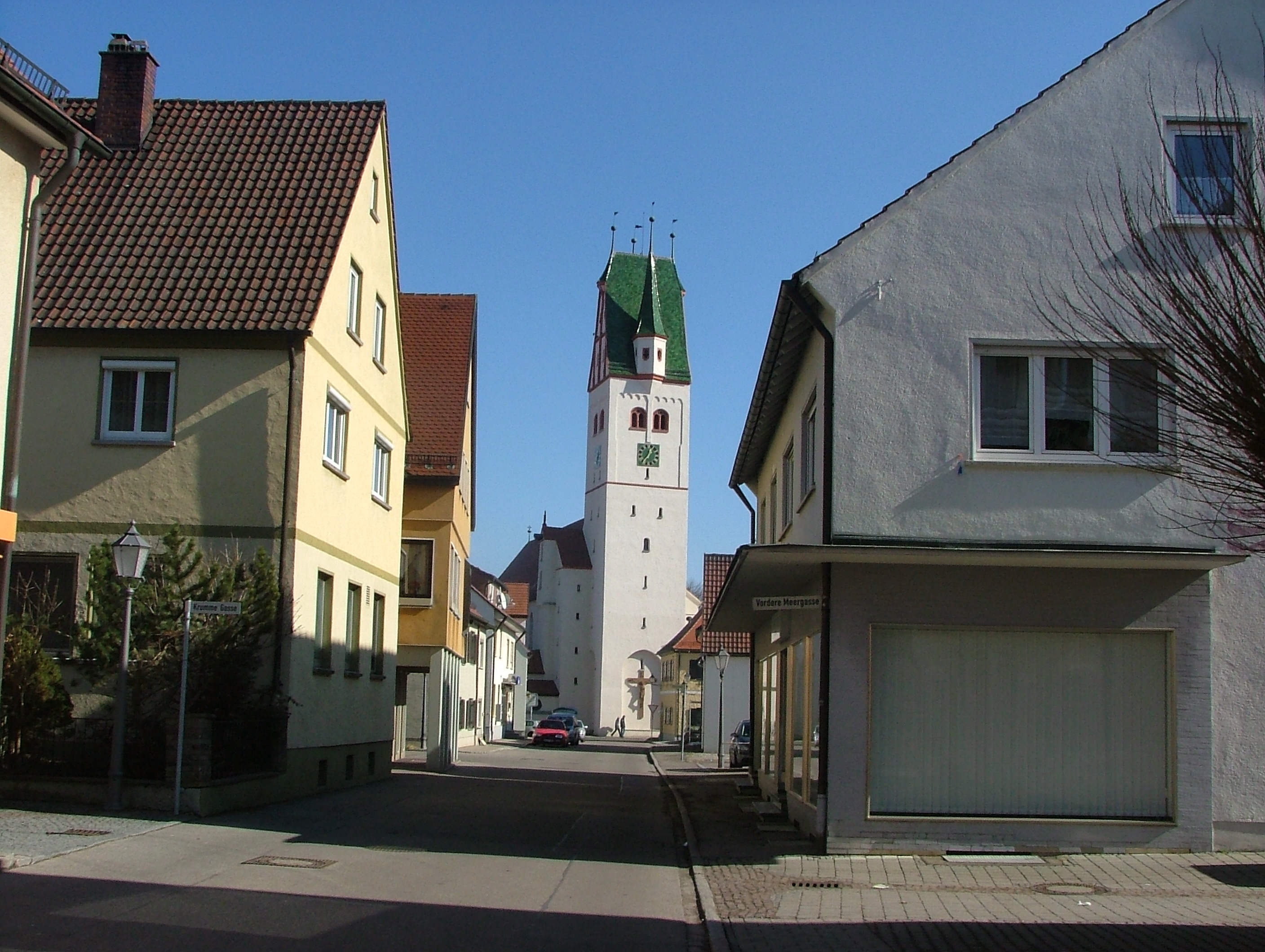
Straßenansicht von Dietenheim

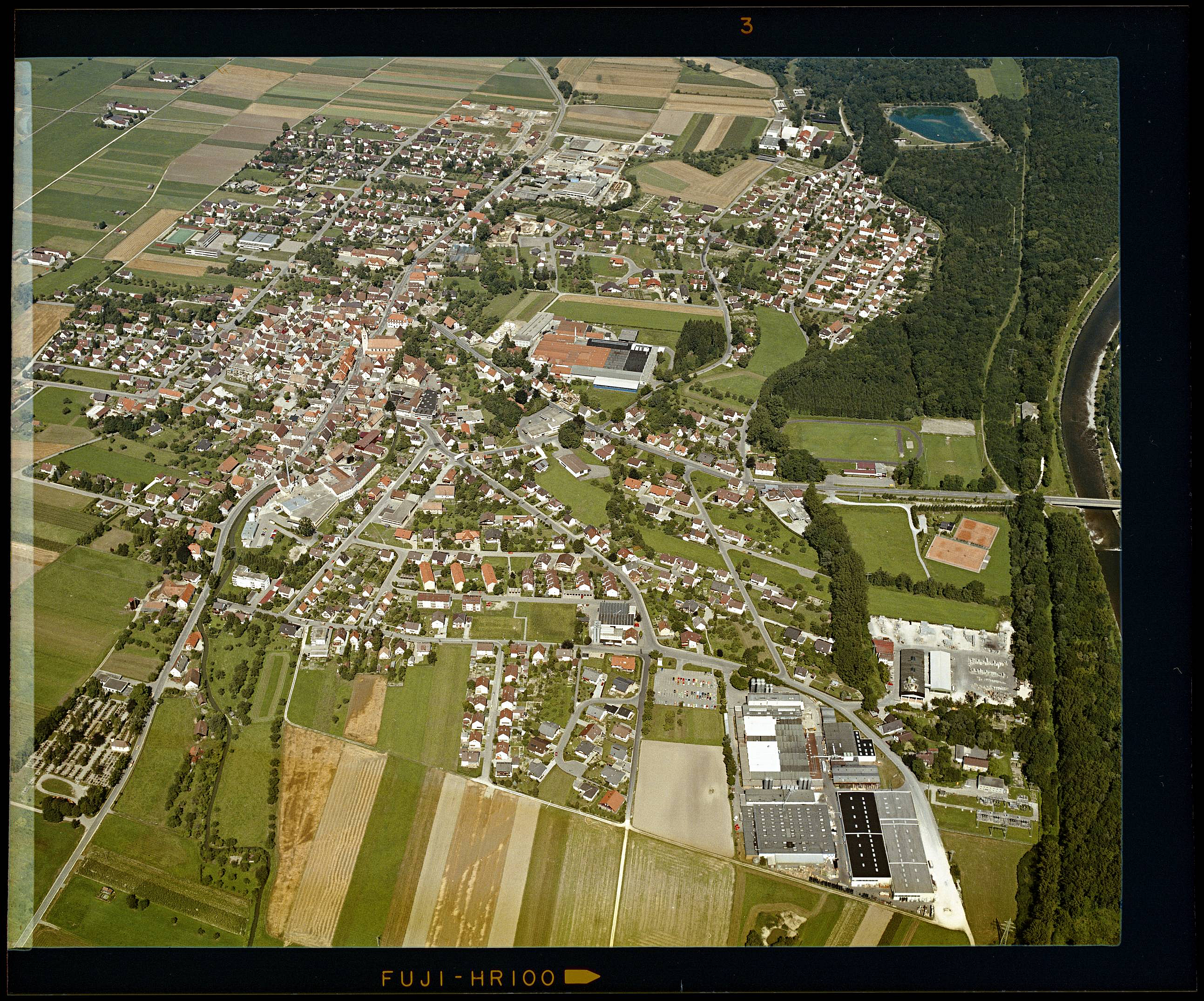
Luftbild von Dietenheim (1983)

Dietenheim ist eine Stadt am südöstlichen Rand des Alb-Donau-Kreises in Baden-Württemberg.

## Geographie
Dietenheim liegt auf halber Strecke zwischen Ulm und Memmingen bzw. den Regionen Schwäbischer Alb und Allgäu an der Iller.

### Ausdehnung des Gemeindegebiets
Da die Landesgrenze zwischen Baden-Württemberg und Bayern nicht dem heutigen Verlauf der Iller folgt, sondern etwas westlich davon liegt, an der Stelle, an der der Fluss sich Anfang des 19. Jahrhunderts befand, haben Dietenheim und Regglisweiler bei ihrem Wachstum Richtung Osten bald diese Grenze erreicht. Das führt zu der Besonderheit, dass die Sportanlagen in Regglisweiler, ein kurzes Stück der Landesstraße 260 in Regglisweiler, die Sportanlagen in Dietenheim sowie einige Häuser am östlichen Ortsrand Dietenheims (in der Straße Grenzweg) bereits in Bayern liegen.

### Nachbargemeinden
Die Stadt grenzt im Süden an Balzheim, im Westen an Wain und Schwendi, beide im Landkreis Biberach,
im Norden an Illerrieden und im Osten an die bayrische Stadt Illertissen, wobei hinter der Landesgrenze zunächst ein Streifen liegt, der zum gemeindefreien Gebiet „Auwald“ gehört, bevor das eigentliche Gebiet der Stadt Illertissen beginnt.

### Stadtgliederung
Zur Stadt gehört neben dem namengebenden Dietenheim der Ortsteil Regglisweiler, der etwa ein Drittel der Gesamteinwohnerzahl umfasst. Auch das ehemalige Schlossgut Brandenburg (siehe auch Herrschaft Brandenburg), heute eine kirchliche Einrichtung, liegt auf der Stadtmarkung. Hier unternahmen württembergische Separatisten unter Führung einer Gruppe aus Rottenacker im Jahr 1816 den Versuch, eine radikalpietistische Siedlung zu gründen. Als der König von Württemberg die Genehmigung verweigerte, emigrierten die Separatisten nach Ohio und gründeten dort die Siedlung Zoar. Die Gruppe war 1800 auf Anregung der Magd Barbara Grubenmann aus Teufen im schweizerischen Kanton Appenzell Ausserrhoden entstanden, die sich in Rottenacker aufhielt.

### Schutzgebiete
Einige Landschaftsteile auf dem Stadtgebiet wurden als Landschaftsschutzgebiet Dietenheim ausgewiesen. Zwischen Dietenheim und Regglisweiler liegt der Schonwald Halde. Die Stadt hat überdies Anteile am FFH-Gebiet Donau zwischen Munderkingen und Ulm und nördliche Iller.

### Bevölkerungsentwicklung
Es handelt sich um Einwohnerzahlen nach dem jeweiligen Gebietsstand bis 1970 und ohne den Ortsteil Regglisweiler. Die Zahlen sind Volkszählungsergebnisse oder amtliche Fortschreibungen mit Archivierungen des LEO-BW Online-Informationssystems für Baden-Württemberg.
| Jahr      | 1852 | 1871 | 1880 | 1890 | 1900 | 1910 | 1925 | 1933 | 1939 | 1950 | 1956 | 1961 | 1970 |
| Einwohner | 1233 | 1144 | 1163 | 1068 | 1005 | 1153 | 1290 | 1384 | 1415 | 2238 | 2691 | 3068 | 3566 |

Die Bevölkerung hat sich nach dem Zweiten Weltkrieg, insbesondere durch Zuwanderung der Heimatvertriebenen aus Ungarn, Jugoslawien und dem Sudetenland, stark verändert. Zu Beginn des Krieges im Jahr 1939 lebten in Dietenheim 1415 Personen und im Jahr 1950 stieg die Anzahl auf 2238 Personen. Damals fanden 589 Personen in Dietenheim eine neue Heimat aufgrund von Flucht und Vertreibung, was etwa 26,3 % der Gesamtbevölkerung in der Stadt ausmachte. Seit Anfang der 60er Jahre hat sich die Einwohnerzahl mehr als verdoppelt.

## Geschichte

### Vorgeschichte
Die ersten Spuren menschlicher Besiedlung im Raum Dietenheim finden sich ab dem Neolithikum, einer archäologischen Epoche, die im Gegensatz zum vorausgegangenen Mesolithikum mit Sesshaftigkeit und Ackerbau in Verbindung gebracht wird. An der ehemaligen Straße nach Weihungszell wurde beim sogenannten „Stumpengraben“ im Jahre 1908 eine durchbohrte Hammerknaufaxt aus Serpentin gefunden (Länge 12,9 cm). Ebenfalls der Jungsteinzeit zugehörig ist ein aus der südwestlich des Gerthofs gelegenen, eigentlich hallstattzeitlichen Nekropole (siehe unten) stammendes, aus Grünstein hergestelltes Beil (aus Grabhügel 1 im Jahre 1934 geborgen).
Inwieweit die Region um Dietenheim während der Bronzezeit genutzt wurde, ist unbekannt. Die Eisenzeit ist mit zwei Grabhügeln in der Nähe der Kreuthöfe (circa einen Kilometer von Regglisweiler) und dem oben erwähnten, ehemaligen Grabhügelfeld beim Gerthof vertreten. Die mittlerweile völlig eingeebneten Bodendenkmäler zählten im Jahre 1897 noch 19 Grabhügel in „2 Gruppen – von 8 bis 23 m Durchmesser und bis zu 1 m Höhe“. Bereits im Jahre 1900 schienen alle Hügel durchwühlt gewesen zu sein. Spätere Nachgrabungen erbrachten eine eher geringe Anzahl an Funden, welche die Nekropole aber in die Hallstattzeit datierten. Bei der Bestattungsform handelte es sich durchwegs um Brandbestattungen. Vergleichbare eisenzeitliche Bestattungsplätze liegen im Illertal zum Beispiel bei Kirchberg an der Iller oder vor allem in der Gegend um Tannheim (Württemberg).

### Antike
Aus römischer Zeit ist eine Münze aus der Zeit von Marc Aurel (zwischen 161 und 180 römischer Kaiser) nordwestlich von Dietenheim gefunden worden. Eine dazugehörige Ansiedlung ist nicht überliefert, doch ist nördlich von Unterbalzheim ein ehemaliger römischer Gutshof mit Resten einer Hypokaustanlage bekannt, Mit der Errichtung des Donau-Iller-Rhein-Limes, vermutlich im 3. nachchristlichen Jahrhundert, fiel das Gebiet um das heutige Dietenheim wohl wieder außerhalb der Reichsgrenzen Roms. Historisch belegt sind in diesem Zusammenhang römische Grenzschutzeinheiten an Iller und Donau, wie z. B. die cohors III Herculea Pannoniorum in Caelius Mons (Kellmünz) oder die cohors V Valeria Frigum in Pinianis, einem unbekannten Kastell im Bereich der Illermündung.

### Mittelalter

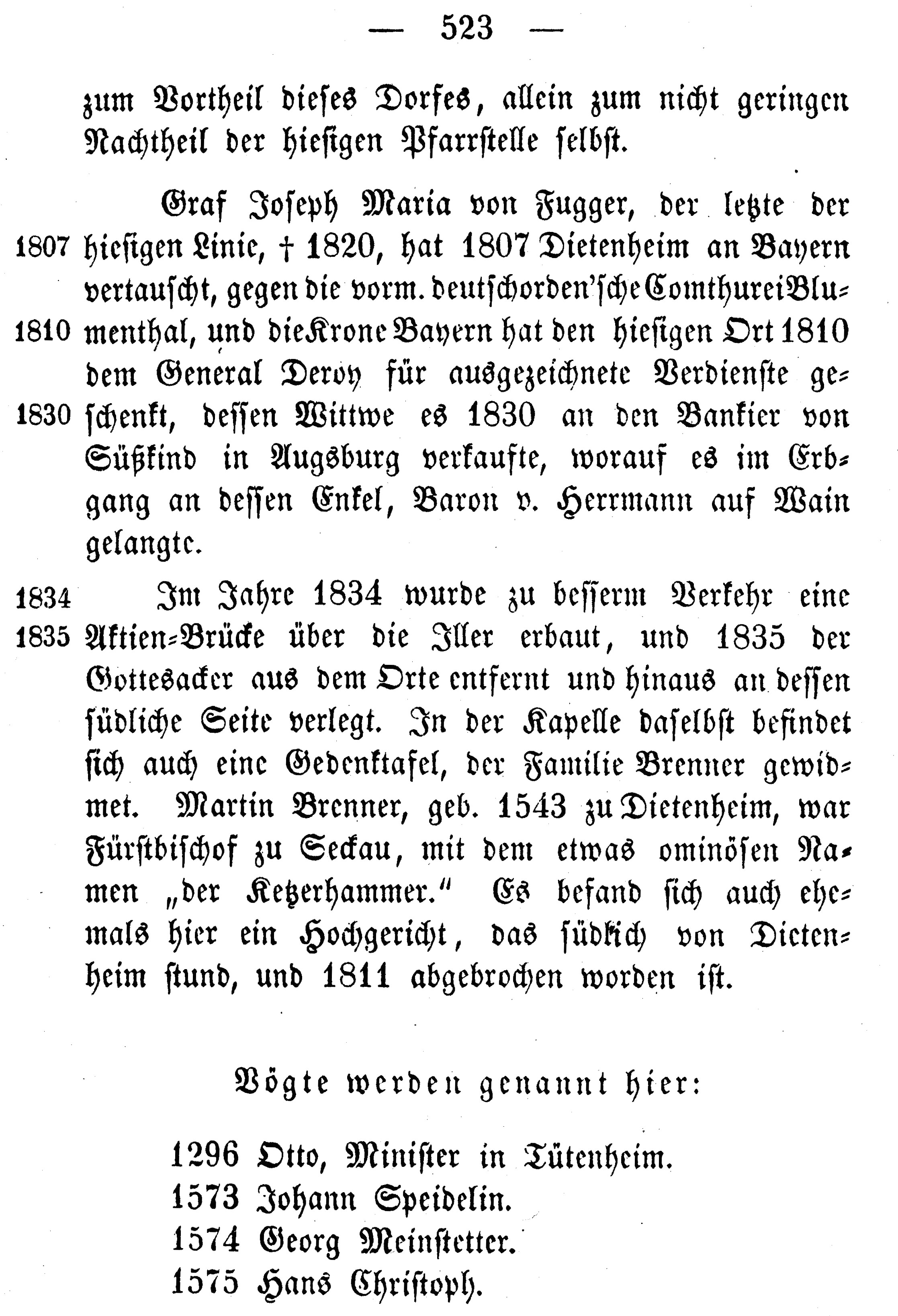
Buch von 1862

Aus dem Mittelalter stammen vermutlich eine Wallanlage aus Regglisweiler („Teufelsgraben“) sowie zwei Wallanlagen auf dem Altenberg bei Dietenheim. Bedauerlicherweise wurde hier erst in jüngster Zeit Schaden durch Raubgrabungen angerichtet.

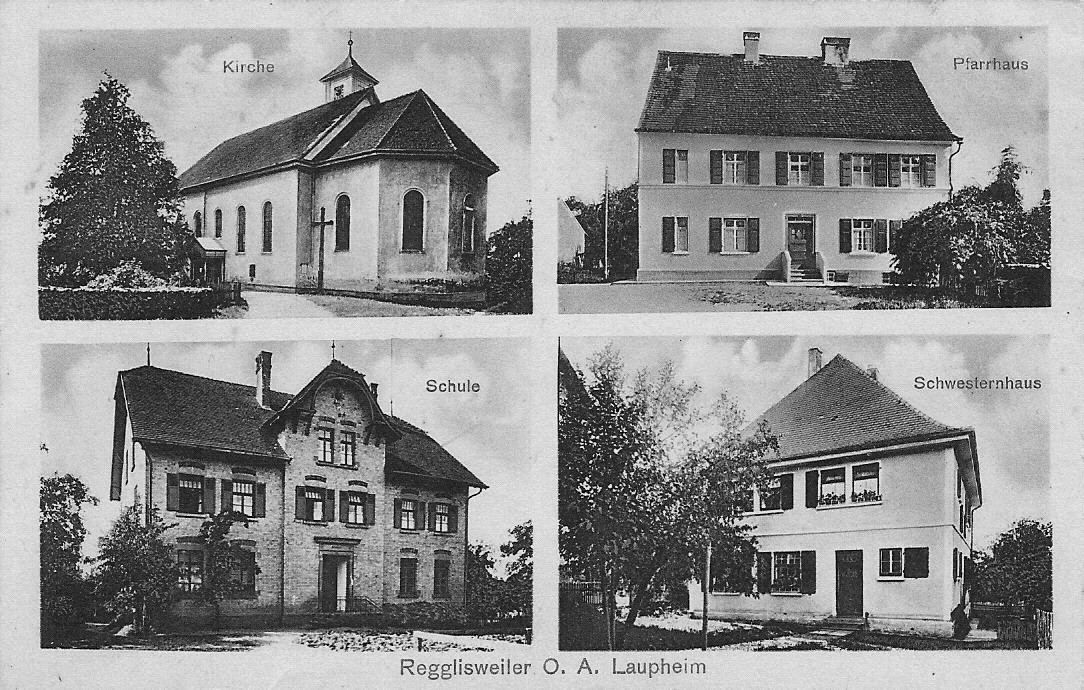
Regglisweiler um 1920

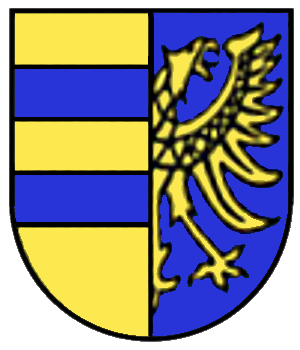
Ehemaliges Wappen Regglisweiler

Im Jahr 973 wurde Dietenheim erstmals als Töttinheim in einer Urkunde des Klosters Reichenau erwähnt. Bereits um 1280 erhielt Dietenheim das Stadtrecht von den Grafen Hartmann und Otto von Brandenburg, nachdem es in einer Abmachung mit König Rudolf von Habsburg Reichsgut geworden war, mit gleichzeitiger Verlehnung an die Grafen – daher stammt sein Wappen mit habsburgischem Bindenschild und Reichsadler. Von den Grafen Hartmann und Brandenburg geht die Stadt 1313 an Burchart von Ellerbach über.

### Herrschaft der Fugger
1446 kaufte der Ulmer Patrizier Heinrich Krafft (Ludwigs Bruder) die Herrschaft, die aber schon 1481 an Hans von Rechberg, 1539 an Anton Graf Fugger fiel. In deren Herrschaft blieb die Stadt bis zur Mediatisierung 1806.
Während des Dreißigjährigen Krieges, im Jahr 1628 befand sich die Armee des Grafen Graf Tilly im Illertal. Dabei entstand eine große Hungersnot in der Bevölkerung sowie eine Teuerung der Lebensmittel. 1629 gab es weitere Durchzüge der kaiserlichen Armee in der Gegend, wobei alle Nahrungsmittel der Herrschaft aufgezehrt wurden. 1631 erlebte Dietenheim und die Umgebung die größte Not während des Dreißigjährigen Krieges als Fürst Egon von Fürstenberg mit etwa 25.000 Mann hier ankam. Zur Armee des Fürsten gehörten auch etwa 2500 Kroaten die grausam vorgingen und es kam zu Plünderungen und schweren Verbrechen an der Bevölkerung. Die Schweden und ihre 12.000 Mann starke Armee kamen im Jahr 1633, von der Donau herauf, nach Dietenheim und es folgten weitere Plünderungen und Grausamkeiten gegen die Bewohner. Dabei soll die Stadt niedergebrannt worden sein.
1796 sowie 1800, während der Napoleonische Kriege, besetzten französische Truppen die Stadt. Dabei wurde die Illerbrücke bei Regglisweiler von den Franzosen zerstört.

### Württembergische Zeit
1806 fiel die Stadt ans Königreich Bayern, wurde aber schon 1810 im Grenzvertrag zwischen Bayern und Württemberg dem Königreich Württemberg zugeschlagen, das die vormalige Stadt zur Gemeinde Dritter Klasse zurückstufte und im Oberamt Wiblingen der Landvogtei an der Donau zuschlug. 1818 kam das Oberamt Wiblingen und somit auch Dietenheim zum neu geschaffenen Donaukreis. Das Oberamt Wiblingen wurde 1845 in Oberamt Laupheim umbenannt.
In den 1830er Jahren kaufte Johann Gottlieb Freiherr von Süßkind aus Augsburg die Herrschaft Dietenheim, von dem sie über den Erbweg an die Freiherren von Herman auf Wain gelangte.
1938 kam Dietenheim im Zuge einer württembergischen Gebietsreform während der NS-Zeit zum Landkreis Ulm.

Luftaufnahme von Dietenheim im Jahr 1933

Während des Ersten Weltkriegs war Dietenheim durch den Kriegsausbruch im Jahr 1914 mit verschiedenen Problemen konfrontiert. Das gesellschaftliche Leben wurde komplett zurückgestellt da die meisten Männer zwischen 18 und 40 Jahren zum Kriegseinsatz herangezogen wurden. Auf vieles musste verzichtet werden. Die Kriegswirtschaft war zu damaliger Zeit geprägt durch Ablieferungen von Nahrungsmitteln, Zuweisungen von wichtigen Gebrauchsgütern und Rationierungen in allen Bereichen. Die Preise für wichtige Lebensmittel stiegen dabei enorm in die Höhe und die Menschen verarmten. Durch den Krieg hatte Dietenheim in den Jahren 1914 bis 1918 insgesamt 54 Gefallene zu beklagen.

Gesprengte Brücke zwischen Dietenheim und Illertissen

Kurz vor Ende des Zweiten Weltkriegs wurden in Dietenheim durch den Volkssturm Panzersperren errichtet, um den Vormarsch der Amerikaner und den Franzosen zu stoppen und zu erschweren. Als die französischen und amerikanischen Truppen fast zeitgleich am Morgen des 24. April 1945 die Stadt besetzten, gab es keine Gegenwehr und die Bewohner waren danach aufgefordert, alle Waffen im Rathaus abzugeben. Kurz vor dem Einmarsch der alliierten Streitkräfte wurden mehrere Brücken wie in der Stadt als auch über der Iller, eine davon mit Verbindung nach Illertissen, durch die SS und Angehörige des Volkssturms gesprengt. Aufgrund dieser entstandenen Situation befanden sich etwa 6.000 alliierte Soldaten für mehrere Tage in Dietenheim und mussten dort beherbergt werden. Die Stadt hatte insgesamt 97 Gefallene, bei Kampfhandlungen im Krieg oder in Kriegsgefangenschaft geratene, zu beklagen. Weitere 61 wurden als vermisst gemeldet.

### Nachkriegszeit

Grenze zwischen der amerikanischen und französischen Besatzungszone 1947

1945 geriet Dietenheim als Teil des Landkreises Ulm in die Amerikanische Besatzungszone und gehörte somit zum neu gegründeten Land Württemberg-Baden, das 1952 im jetzigen Bundesland Baden-Württemberg aufging.
Nach dem Zweiten Weltkrieg wurde die Infrastruktur von Dietenheim weiter ausgebaut, einschließlich den Straßen, der Wasserversorgung und der Energieversorgung. Ab Mitte der 50er Jahre entstanden weitere neue Wohngebiete, wodurch sich das Stadtbild völlig veränderte. Des Weiteren wurde auch das Industrie- und Gewerbegebiet erweitert, das sich über die Jahre hinweg weiter vergrößerte.

Stadterhebung von Dietenheim im Jahr 1953

Durch die vielen Ankömmlinge der Heimatvertriebenen und aufgrund von Mangel an Wohnraum entstand auch das neue Baugebiet wie die „Auwaldsiedlung“. Die Not war nach dem Krieg groß und so versuchten viele Einwohner, vor allem die sogenannten „Neubürger“, sich selbst zu versorgen, indem sie Anträge für den Bau von Kleintier- und Schweineställen bei der Gemeindeverwaltung stellten. Durch die gestiegene Einwohnerzahl fehlte es an Lehrkräften als auch Räumlichkeiten für den Unterricht der Schülerinnen und Schüler. Daher beschloss die Stadtverwaltung die damalige Schule zu erweitern und die Einweihung des Neubaus, der mit der Turnhalle jetzt verbunden war, fand im Jahr 1952 statt.
1953 erhielt der Ort wieder das Stadtrecht verliehen. In den 60er Jahren folgte dann der Bau des neuen Schulzentrums, der für eine Hauptschule vorgesehen war, bei dem später nicht nur Schüler aus Dietenheim unterrichtet wurden, sondern auch aus Balzheim und Regglisweiler. Das vormals selbstständige Regglisweiler votierte in einer Abstimmung für eine Fusion mit Dietenheim.
Am 1. Januar 1972, im Zuge der Gemeindegebietsreform in Baden-Württemberg wurde Dietenheim mit Regglisweiler eine Einheitsgemeinde. Am 29. Oktober 1971 kam es in der Stadt zur Verabschiedung des Fusionsvertrages und am 28. November 1971 wurde in beiden Orten über den Zusammenschluss der beiden Gemeinden abgestimmt. Die Wahlbeteiligung in Dietenheim lag nur bei 37,4 % und 702 Wahlberechtigte stimmten für eine Eingemeindung des Nachbarortes, während 54 Wähler dagegen stimmten. Bei der 1973 durchgeführten Kreisreform wurde Dietenheim in den Alb-Donau-Kreis eingegliedert.
Ab den 70er Jahren wurde die Stadtkernsanierung vorangetrieben. Viele Projekte wurden verwirklicht wie die Sanierung der Altstadt von bestehenden Wohnhäusern, die umfangreiche Renovierung des Rathauses und der Beginn des Neubaus einer Sporthalle im Jahr 1975. Weitere Maßnahmen folgten in den 80er Jahren.
In den 90er Jahren wurde der Baggersee in Dietenheim ausgebaggert und die Bauarbeiten des Autobahnzubringers nach Illertissen begannen im Jahr 1990. Danach wurde das Industriegebiet „Süd“ erschlossen und weitere Gewerbebetriebe wurden in Dietenheim ansässig.

## Religionen

### Geschichte

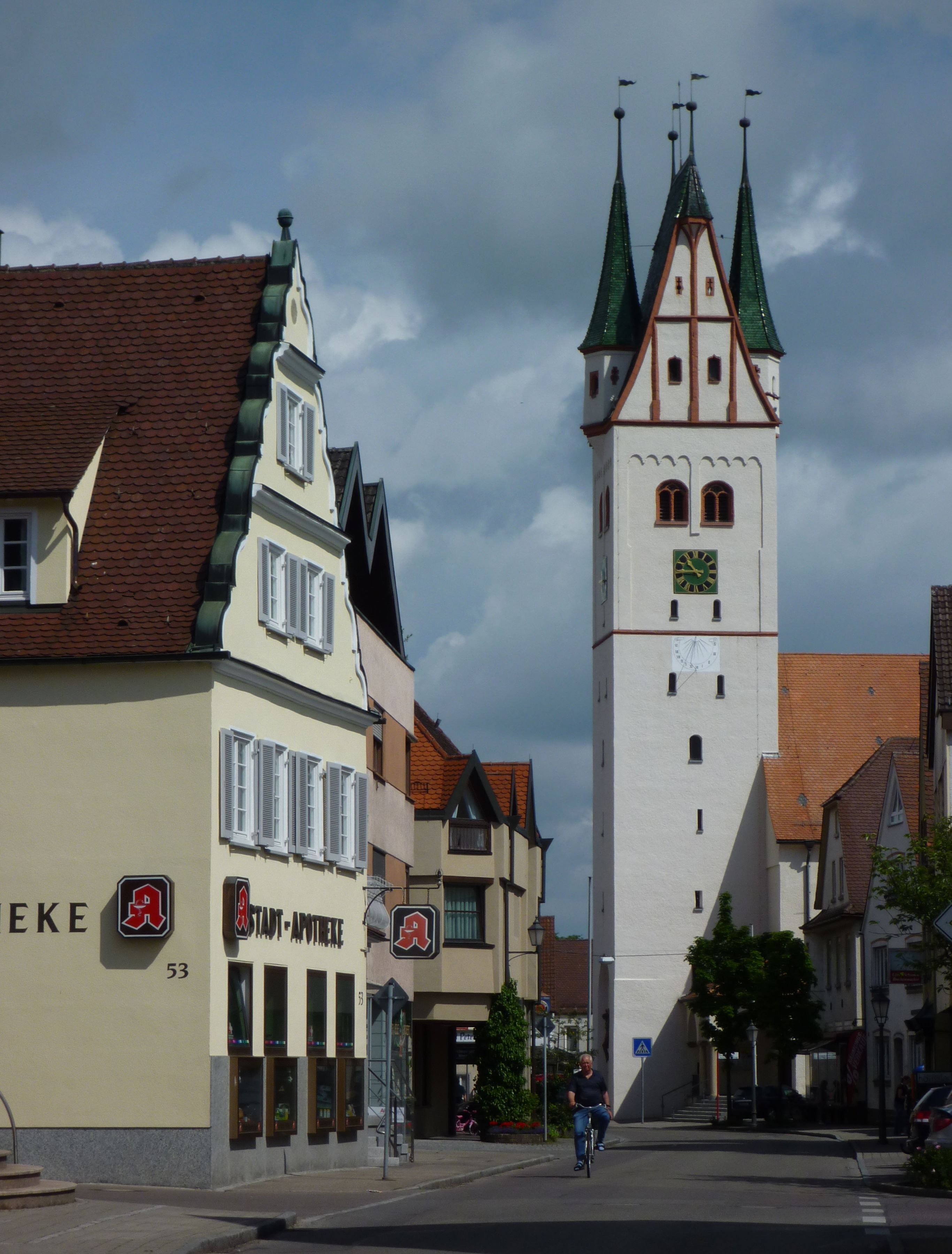
Dietenheim – Kirchturm St. Martin

Die vormals rein katholische Gemeinde verfügt über die 1589 durch Philipp Eduard, Oktavian und Raimund Fugger erbaute und später umgebaute bzw. erweiterte Pfarrkirche St. Martinus sowie die 1841 erbaute Pfarrkirche St. Johannes Baptista in Regglisweiler. Sie gehören zu einer Seelsorgeeinheit im Dekanat Ehingen-Ulm. Im Stadtteil Regglisweiler befindet sich das Kloster Brandenburg, ein Kloster der Gemeinschaft der Immakulataschwestern vom Seraphischen Apostolat, die mehrere soziale Einrichtungen in der Region betreibt.
Bedingt durch den Zuzug zahlreicher Flüchtlinge nach dem Zweiten Weltkrieg wurde 1955 eine evangelische Kirche errichtet. Die evangelische Kirchengemeinde Dietenheim ist im Kirchenbezirk Biberach ein Teil der Württembergischen Landeskirche.
Des Weiteren besteht eine Neu-Apostolische Gemeinde sowie ein Türkisch-Islamischer-Kulturverein e. V.

### Konfessionsstatistik
Gemäß der Volkszählung 2011 gehörten damals noch mehr als die Hälfte der Bevölkerung der katholischen Kirche an; im Jahr 2011 waren 17,2 % der Einwohner evangelisch, 55,9 % römisch-katholisch und 26,9 % waren konfessionslos, gehörten einer anderen Religionsgemeinschaft an oder machten keine Angabe. Die Zahl der Protestanten und Katholiken ist seitdem gesunken. Derzeit (Stand 31. Dezember 2019) sind von den Einwohnern 1.044 (15,4 %) evangelisch, 3.302 (48,7 %) römisch-katholisch und 2.438 (35,9 %) sind konfessionslos oder gehören einer anderen Religionsgemeinschaft an.

### Katholische Pfarrer
Im Jahr 1275 wurde die Pfarrei Dietenheim bereits urkundlich erwähnt.
Folgende Liste enthält die Geistlichen von Dietenheim ab dem 16. Jahrhundert:

Alois Herzer
Johann Baptist Braun

- 1575 – 1588 Michael Motz
- 1588 – 1610 Kleophas Distelmayer
- 1610 – 1620 Ludwig Frey
- 1620 – 1660 Georg Thurn
- 1668 – 1668 Franz Faber
- 1668 – 1702 Markus (Marx) Mayerbeck
- 1702 – 1721 Georg Agricola
- 1721 – 1732 Johann Link
- 1733 – 1763 Franz Josef Grießenauer
- 1763 – 1793 Josef Xaver Dietel
- 1793 – 1799 Martin Motz
- 1799 – 1838 Franz Josef Fidel Stiegele
- 1839 – 1861 Alois Herzer
- 1862 – 1902 Johann Baptist Braun
- 1904 – 1923 Franz Hagel
- 1923 – 1927 Rudolf Spohn
- 1927 – 1950 Dr. Eduard Debler
- 1950 – 1966 Erwin Wurm
- 1966 – 1975 Franz Scheffold
- 1975 – 1986 Franz Schmid
- 1987 – 2005 Josef Lang
- 2006 – 2021 Gerhard Bundschuh

Seit 2022 leitet der Pfarrer Markus Schönfeld den Gottesdienst in der Stadt.-->

## Politik

### Gemeinderat

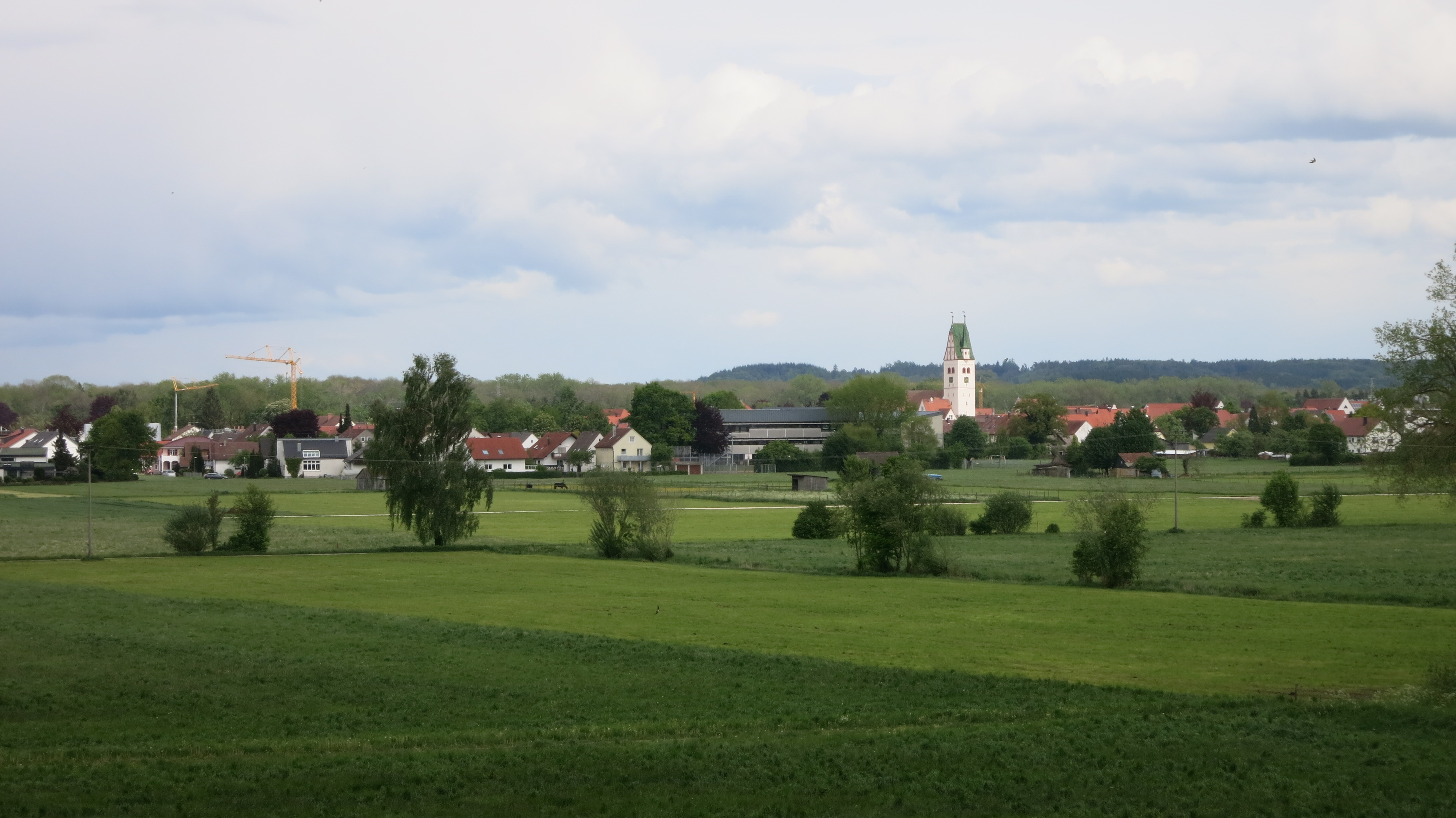
Dietenheim, Ansicht von Westen

Der Gemeinderat in Dietenheim hat 18 Mitglieder. Der Gemeinderat besteht aus den gewählten ehrenamtlichen Gemeinderäten und dem Bürgermeister als Vorsitzendem. Der Bürgermeister ist im Gemeinderat stimmberechtigt. 
Die Kommunalwahl am 9. Juni 2024 führte zu folgendem Ergebnis (mit Vergleichszahlen der beiden vorangegangenen Wahlen):
| Partei / Liste    | Stimmenanteil | Sitze  |                  | 2019             | 2014 |
| CDU / Bürgerliste | 47,1 %        | 8      | 45,1 %, 8 Sitze  | 47,1 %, 9 Sitze  |      |
| Unabhängige / SPD | 52,9 %        | 10     | 54,9 %, 10 Sitze | 52,9 %, 10 Sitze |      |
| Wahlbeteiligung   | 56,5 %        | 56,5 % | 56,2 %           | 48,1 %           |      |

### Schultheißen und Bürgermeister

Schultheiß Rupert Schrode

Folgende Liste enthält die Schultheißen und Bürgermeister von Dietenheim ab dem 19. Jahrhundert:
- 1811 – 1823 Johann Georg Neuer
- 1823 – 1824 Joseph Winkle
- 1824 – 1835 Joseph Zelle
- 1835 – 1865 Maximilian Godelmann sen.
- 1865 – 1871 Joseph Keller
- 1871 – 1887 Maximilian Godelmann jun.
- 1887 – 1921 Rupert Schrode
- 1921 – 1945 Robert Handschuh
- 1945 – 1954 Franz Widmann
- 1954 – 1962 Werner Ulmer
- 1962 – 1971 Otto Eichenhofer
- 1972 – 1980 Siegvard Kirst
- 1980 – 2012 Sigisbert Straub

Seit dem 16. Juni 2012 ist Christopher Eh (* 1966) Bürgermeister der Stadt. Er wurde im März 2020 mit knapp 98,6 % der Stimmen wiedergewählt.
In Baden-Württemberg wird der Bürgermeister für eine Amtszeit von acht Jahren gewählt.

### Verwaltungsverband
Dietenheim ist Sitz des Gemeindeverwaltungsverbands Dietenheim, dem neben der Stadt Dietenheim die Gemeinden Balzheim und Illerrieden angehören.

### Wappen
| Wappen der der Stadt Dietenheim | Blasonierung: „In gespaltenem Schild vorne in Rot ein silberner (weißer) Balken, hinten in Silber (Weiß) ein halber, rot bewehrter schwarzer Adler am Spalt.“ |
| Wappen der der Stadt Dietenheim | Wappenbegründung: Das oppidum Tutenheim hatte schon 1471 ein Siegel mit diesem Wappen geführt. Diese heraldische Tradition stammt wahrscheinlich aus der Zeit kurz nach 1353, als das Haus Österreich (Bindenschild) in den Besitz der Reichspfandschaft Dietenheim (Reichsadler) gelangte. In Anlehnung an eine im späten 16. Jahrhundert entstandene Wappenscheibe, die den figurengleichen aber seitenverkehrten und teilweise andersfarbigen Schild der Grafen von Kirchberg-Brandenburg (Lehensinhaber 1280) aufweist, wurde das Wappen der 1588 erstmals und 1953 erneut zur Stadt erhobenen früheren Gemeinde zeitweilig verändert. Das Innenministerium hat der Stadt am 31. August 1973 nach Eingliederung von Regglisweiler das Wappen in der ältesten Form und die Flagge verliehen. |

## Wirtschaft und Infrastruktur

Ernst Otto mit seiner Frau um 1910

Friedrich Räuchle vor seiner Maschinenewerkstätte

Die Gebrüder Otto erwarben im Jahr 1901 die zum Verkauf stehende „Obere Mühle“ mit einem Sägewerk und einem kleinen Elektrizitätswerk in Dietenheim. Weitere Werke zur Verstärkung der Wasserkraft wurden im Jahr 1902 gekauft und im Jahr 1904 erfolgte bereits ein Neubau für die Zwirnerei. Ende der 20er Jahre wurde die Zahl der Zwirnmaschinen von vier auf sechzehn erhöht und im Jahr 1936 vergrößerten sich die Fabrikanlagen um das doppelte. Nach dem Zweiten Weltkrieg wurde ein dreistöckiges Lagerhaus mit 500 m² Grundfläche errichtet. In den darauffolgenden Jahren wurden weitere Werke in Balzheim errichtet und im Jahr 1989 entstand dort eine moderne Spinnerei.
Am 1. Januar 1957 nahm die Firma BP-Chemicals PlasTec GmbH und ehemals Etimex Primary Packaging GmbH ihren Betrieb in Dietenheim auf. Im Jahr 1957 hatte die Firma 30 Beschäftigte, davon 20 Frauen. Ende der 50er Jahre wurden Hohlkörper aus Kunststoff hergestellt und es entstand ein Neubau der Firma am südlichen Rand der Stadt, dabei hatte sich die Betriebsfläche um das Dreifache vergrößert. In den 60er Jahren erfolgte eine weitere Vergrößerung des Betriebsgeländes da die Auftragslage stark anstieg. Zu dieser Zeit hatte Etimex bereits mehr als 100 Mitarbeiter und es wurden Silos angebaut um die riesige Menge von 100 Tonnen Kunststoffgranulat einlagern zu können. Weitere Betriebsvergrößerungen folgten in den kommenden Jahren. Im Jahr 1977 wurde die Firma in den Ölkonzern BP eingegliedert und im Jahr 1989 wurde eine 500 m² Lagerhalle errichtet. 
Die Firma Räuchle wurde Ende des 19. Jahrhunderts gegründet. Im Jahr 1899 kaufte der in Esslingen geborene Schlossermeister Friedrich Räuchle die leerstehende Schlosserwerkstatt in Dietenheim. Im Jahr 1902 wurde eine weitere Schlosserei in der Stadt aufgekauft und der Betrieb vergrößerte sich. In den 20er und 30er Jahren besaß die Firma auch einen internationalen Lehrbetrieb im Ort. Nach Ende des Zweiten Weltkriegs wurden in der Firma zunächst Feuerzeuge, Kreissägen und Krautschneidemaschinen hergestellt. Im Jahr 1953 wurde die Firma in eine Personengesellschaft umgewandelt und im Jahr 1955 erfolgte ein Neubau der Werkstätten. Ab den 70er Jahren wurden in der Firma Räuchle in Dietenheim Stahlteile hergestellt und Anfang der 90er Jahre zog die Firma komplett in das neu entstandene Firmengelände im Industriegebiet. In den neuen Produktionsräumen werden zu 75 %  Produkte für die Fahrzeugindustrie hergestellt. Die Firma wechselte in den letzten Jahren (Stand: 2025) mehrmals den Besitzer und heißt heute CoFo Räuchle GmbH.

### Verkehr
Dietenheim liegt an der Anschlussstelle 124 („Illertissen“) der in Nord-Süd-Richtung verlaufenden Bundesautobahn 7.
Ebenfalls in der bayerischen Nachbarstadt Illertissen besteht Bahnanschluss in Richtung Ulm beziehungsweise Memmingen.

### Medien
In Dietenheim erscheint der Illertal-Bote, der ein Kopfblatt der Südwest-Presse ist. Bereits im Jahr 1905 wurde die Heimatzeitung vom aus Ochsenhausen zugezogenen Buchdrucker Heinrich Unold gegründet. Dieser kaufte damals ein Anwesen in Dietenheim und fing mit dem ersten Druck der Zeitung an. Im Jahr 1912 wurde die Berichterstattung erweitert und im selben Jahr wechselte der Verlag seinen Besitzer. Dieser ging an Wilhelm Ranz über der neuer Herausgeber der Zeitung wurde. Im Jahr 1941 erschien vorläufig die letzte Ausgabe wegen der starken Zunahme der Kriegswirtschaft während des Zweiten Weltkriegs. Erst im Jahr 1952 wurde wieder mit dem Druck durch Rudolf Ranz begonnen. Zunächst gab es die Zeitung nur einmal wöchentlich und bis Ende desselben Jahres gab es wieder eine tägliche Ausgabe des Illertal-Boten. In den 70er Jahren erfolgte eine Kooperation mit der Südwest Presse aus Ulm.

## Bildung
Dietenheim verfügt über eine Grundschule und eine Gemeinschaftsschule bei der Schülerinnen und Schüler den Realschulabschluss oder den Hauptschulabschluss erwerben. Im Ortsteil Regglisweiler befinden sich ebenfalls eine Grundschule sowie eine Förderschule.

## Kultur und Sehenswürdigkeiten
- Die Pfarrkirche St. Martinus mit dem hohen Kirchturm ist das Wahrzeichen der Stadt. Der Bau der Kirche wurde in den Jahren 1589 bis 1590 durch die Brüder Jakob und Hieronymus Stoß durchgeführt. Im 17. Jahrhundert entwarf der Baumeister Konrad Stoß aus Augsburg den Turm. In den Jahren 1925 und 1926 wurden Renovierungsarbeiten durchgeführt und der Innenraum umgebaut sowie Seitenschiffe angefügt. Eine Kassettendecke ersetzte 1977 die Holzdecke. Die Kirche besitzt eine sehr schöne Sammlung aus Figuren und Kunstwerken die zum Teil noch aus der früheren und alten Kirchenausstattung stammen. In der Kirche befindet sich ein Heiliges Grab, das aus dem 18. Jahrhundert stammt und ist eines der  letzten erhalten gebliebenen Beispiele barocker Heiliger Gräber.
- Die St. Annakapelle oder auch Dreilindenkapelle genannt,  wurde im Jahr 1760 zu Ehren der Jungfrau Maria geweiht. Die Kapelle ziert im Inneren eine spätgotische Pieta von 1440.
- Seit 1350 gibt es erste Zeugnisse der Friedhofskapelle. 1620 wurde die Kapelle umgebaut und vergrößert. Im Jahr 1650 wurde von Leonhard Ernst die Glocke gegossen, die heute mit einem elektrischen Läutewerk versehen ist.
- Das Herrgöttle wurde 1750 erbaut. Ein Gemälde mit dem Motiv „Maria vom Guten Rat“ aus dem 18. Jahrhundert befindet sich in dem Gotteshaus.
- Das Fuggerhaus ist das teilweise erhaltene Schloss Dietenheim der Fugger von Dietenheim

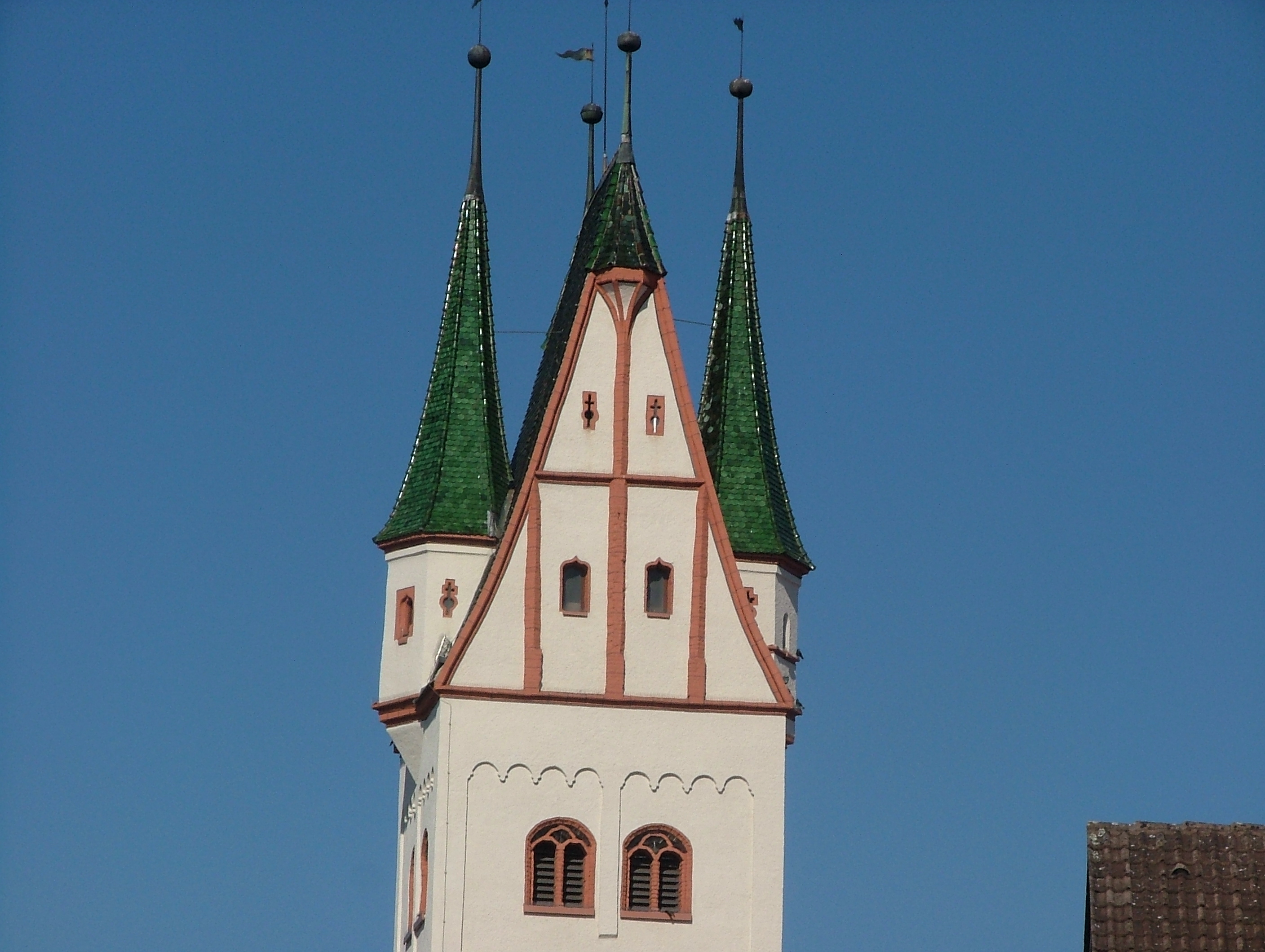
Turm mit fünf Spitzen
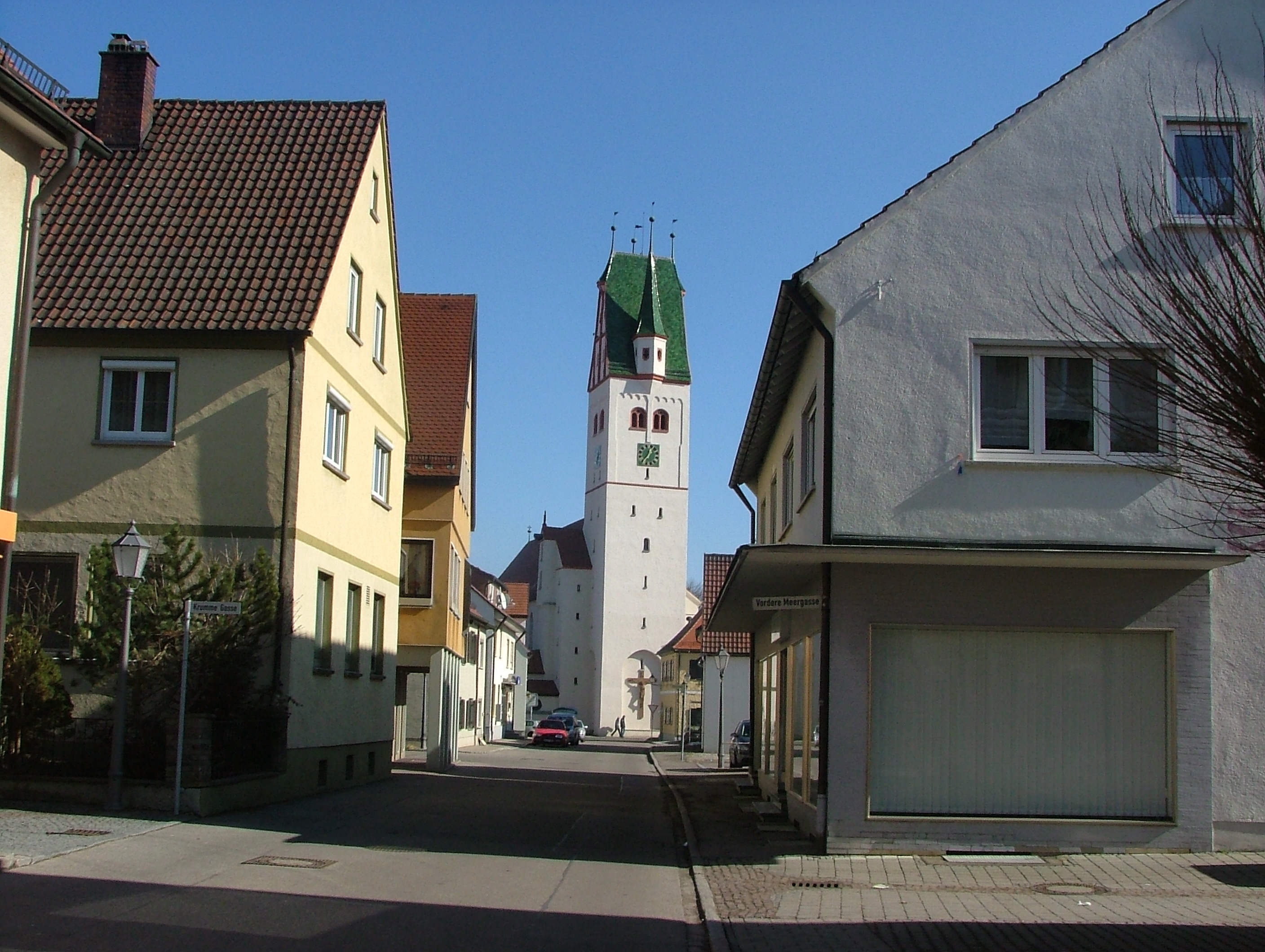
Kirchstraße
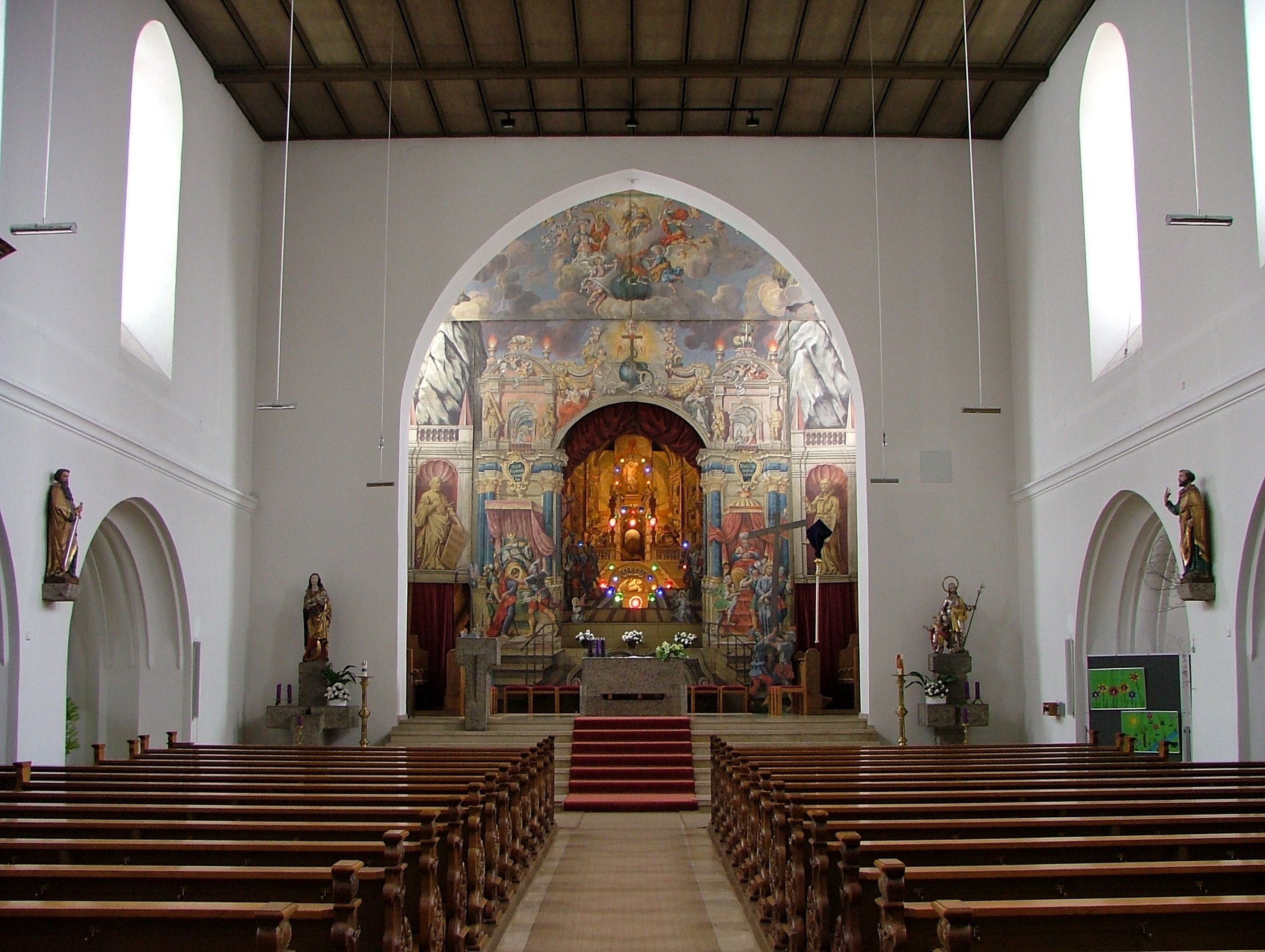
Heiliges Grab
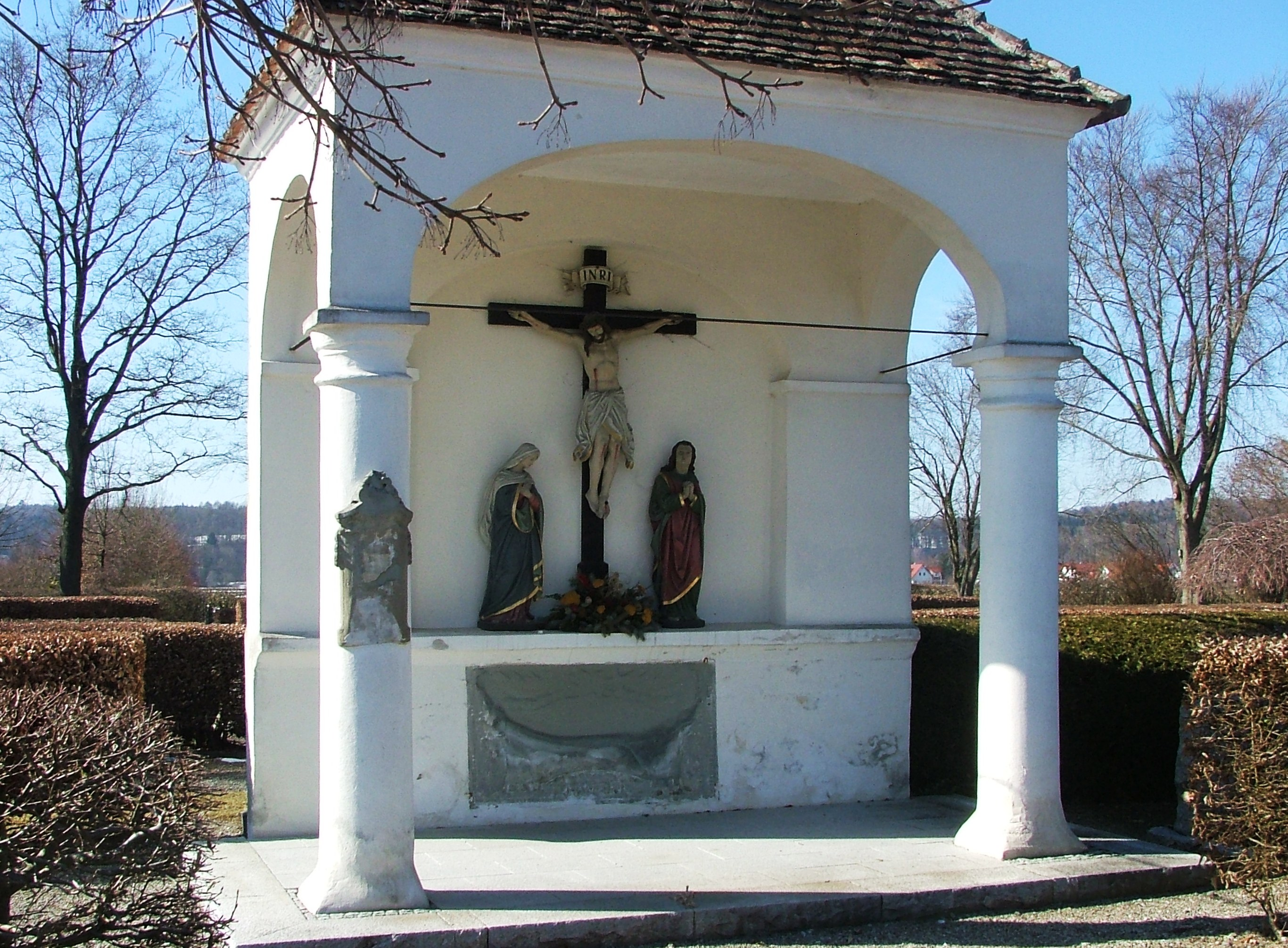
Friedhof
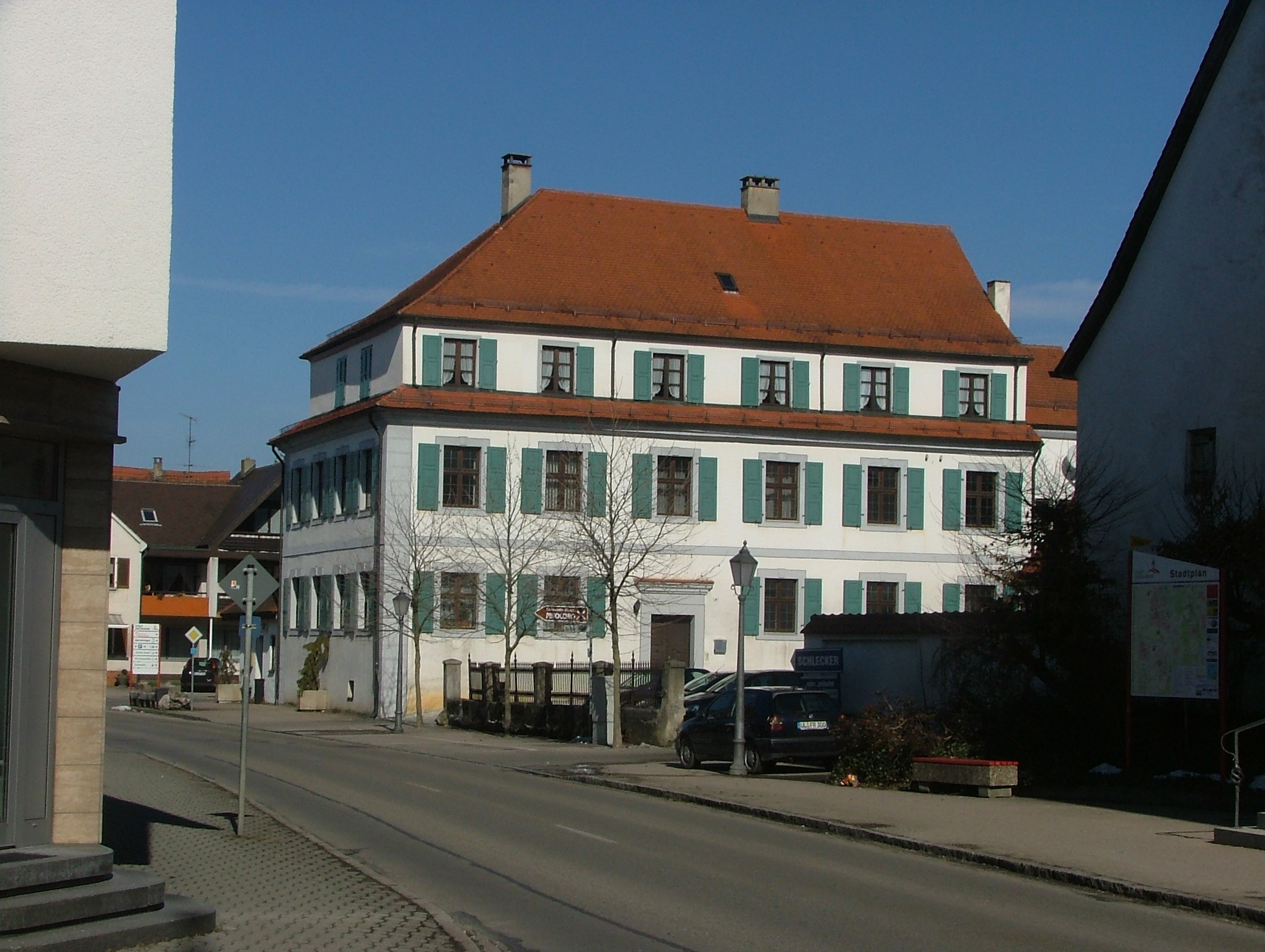
Fuggerhaus
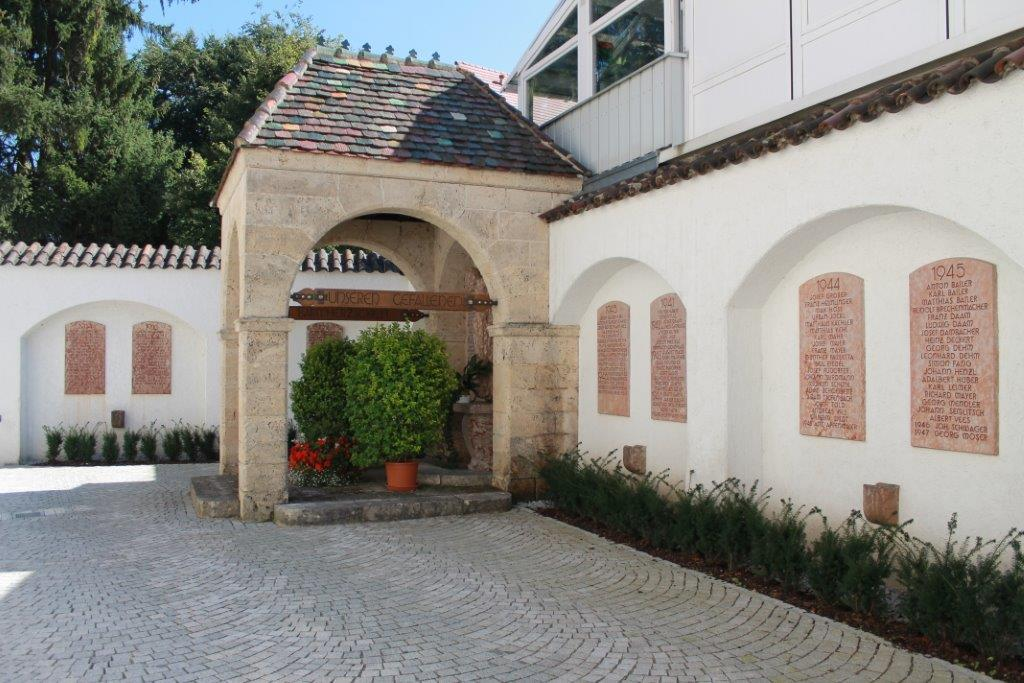
Ehrenmal der Gefallenen

## Vereine

Dietenheimer Bürgerwehr von 1930

1313 entstand eine Bürgerwehr, die sich nach ihrer Auflösung während des Dritten Reiches 1949 wieder neu bildete und zusammen mit dem Spielmannszug bei festlichen Anlässen paradiert. Obwohl zu Baden-Württemberg gehörig, tragen sie eingedenk der langen Zugehörigkeit zu den Fuggern die Uniform der Königlich Bayerischen Grenadiere.
Seit 1872 besteht die Freiwillige Feuerwehr Stadt Dietenheim, die ab 1972 auch Stützpunktfeuerwehr für das Illertal ist. Die Freiwillige Feuerwehr Dietenheim ist in die Einsatzabteilungen Dietenheim und Regglisweiler gegliedert. 1970 wurde die Jugendfeuerwehr gegründet. Nach 15-monatiger Bauzeit wurde am 23. Juli 2010 die neue Feuerwache in der Industriestraße in Betrieb genommen.
Seit 1872 besteht der Turnverein Dietenheim.
1901 entstand der Liederkranz Dietenheim, 1905 wurde der TSV Regglisweiler gegründet. Im Jahre 1973 wurde die Ranzenburger Narrenzunft begründet.
Dietenheim war die Heimat des FC Auwald, des (bislang) schlechtesten Fußballvereins Deutschlands. Als höchste Niederlage wird von einem 0:33 berichtet. Die Mannschaft belegte in der C-Klasse Donau zwölf Jahre lang den letzten Platz; absteigen konnte sie nicht, denn es war die niedrigste Liga. Der FC Auwald stellte 1974 den Spielbetrieb ein.

## Söhne und Töchter der Stadt
- Martin Brenner (1548–1616), 1585 bis 1615 katholischer Fürstbischof der Diözese Seckau
- Franz Xaver Forchner (1717–1751), Barockmaler
- Chrysostomus Forchner (1721–1791), Barockmaler
- Joseph Höß (1745–1797), Orgelbauer
- Jakob Speth (1820–1856), Kirchenmaler
- Hugo Hodrus (1875–1925), Verwaltungsjurist, Oberamtmann in Riedlingen
- Wilhelm Leger (1894–1964), Bürgermeister in Biberach an der Riß (geboren im damals noch unabhängigen Teilort Regglisweiler)
- Anton Herre (1910–1993), Weihbischof im Bistum Rottenburg-Stuttgart

## Persönlichkeiten
- Pirmin Holzschuh (* 1968 in Illertissen), ehemaliger Priestermönch, ehemaliger Prior des Klosters Stiepel. Er wuchs auf den Kreuthöfen bei Dietenheim auf.
- Ulrich Fiedler (* 1972 in Illertissen), ehemaliger Oberbürgermeister von Metzingen und seit 2021 Landrat des Landkreises Reutlingen.[29]